# Ormocbaai
De Ormocbaai is een baai aan de westkant van het Filipijnse eiland Leyte. De baai is een inham van de Camoteszee. Aan de baai ligt Ormoc City, een van de grootste steden van het eiland. In de Tweede Wereldoorlog was dit de locatie voor de Slag van de Ormocbaai, een van de beslissende zeeslagen in de strijd tussen de Japanners en de Amerikanen.